# Giudea
La Giudea (ebraico: יהודה, moderno Yəhuda, masoretico Yəhûḏāh, greco: Ιουδαία; Latino: Iudaea) è una regione storica del Vicino Oriente, coincidente con il territorio assegnato alla biblica tribù di Giuda figlio di Giacobbe, (da non confondere con l'apostolo di Gesù Giuda Iscariota), e a quelle di Beniamino e Simeone. La sua città principale è Gerusalemme.

## Storia
Insediamenti umani in Giudea risalgono a un periodo precedente l'età della Pietra e la regione è conosciuta dai paleoantropologi come una delle strade che l'homo sapiens attraversò per uscire dall'Africa e colonizzare il resto del mondo circa 100 000 anni fa. Resti archeologici di insediamenti umani risalenti a più di 11 000 anni fa si trovano nella città di Gerico, considerata il più vecchio insediamento ininterrottamente abitato al mondo.
La Giudea è centrale nel racconto della Bibbia, con i patriarchi Abramo, Isacco e Giacobbe che vengono sepolti a Hebron nella Tomba dei Patriarchi. Essa fece parte dell'antico regno di Israele sotto Saul, poi divenne indipendente sotto Davide, che divenne re di tutto Israele alla morte di Saul; rimase quindi unita a Israele fino alla morte del re Salomone, figlio di Davide, circa nel 931 a.C., quando il regno si divise per la seconda volta in due, il regno di Israele a Nord, con capitale Tirzah prima e Samaria poi, e il Regno di Giuda a Sud, con capitale Gerusalemme.
Il reame settentrionale cadde sotto gli Assiri nel 722 a.C., mentre la Giudea costituì uno stato indipendente fino al 587 a.C., quando fu conquistata dai babilonesi. Poi passò sotto la dominazione persiana quindi ellenistica. Dopo la rivolta dei Maccabei ci fu un nuovo periodo di indipendenza sotto la dinastia degli Asmonei a cui seguì la dominazione romana e quella bizantina. Quindi si susseguirono la dominazione araba, quella dei turchi selgiuchidi, quella crociata, quella mamelucca e quella ottomana, fino ad arrivare all'amministrazione britannica dopo la prima guerra mondiale. Successivamente al ritiro britannico nel 1947 e alla risoluzione 181 delle Nazioni Unite, sarà contesa fra le rivendicazioni degli arabi già presenti da secoli prima dell'Impero Ottomano come parte dello stato palestinese; e quelle degli ebrei incoraggiati dal movimento sionista ivi emigrati dall'Europa dalla fine del 1800 e una minoranza già presente nel territorio 
Con la proclamazione del moderno stato di Israele e l'invasione dei territori arabi durante la prima guerra arabo-israeliana nel 1948, la Giudea è stata divisa fra questo e la Giordania fino al 1967. Dopo la guerra dei 6 giorni del 1967 l'occupazione giordana è stata sostituita da quella israeliana. Nel 1988 la Giordania ha ritirato le pretese sul territorio cisgiordano di Giudea e a partire dal 1993 lo status dell'area cisgiordana è regolato dagli Accordi di Oslo tra Israele e l'Autorità Nazionale Palestinese.

## Territorio
Questa la descrizione che ne fa Giuseppe Flavio al tempo di Nerone (nel 66-67):
(Giuseppe Flavio, Guerra giudaica, III, 3.5.)